# Ensayo de aberraciones cromosómicas en mamíferos (OCDE 473)
El ensayo de aberraciones cromosómicas en mamíferos es un ensayo in vitro que tiene como objetivo identificar los agentes que causan aberraciones cromosómicas estructurales en células de mamífero en cultivo.
Estas aberraciones pueden ser de dos tipos: cromosómicas (alteraciones estructurales o numéricas de los cromosomas) o cromáticas. Con la mayoría de los mutágenos químicos, las aberraciones inducidas son de tipo cromático, pero también se pueden producir aberraciones de tipo cromosómico. 
Esta prueba, por tanto, se utiliza para detectar posibles mutágenos y carcinógenos para los mamíferos. Sin embargo, no existe una correlación perfecta entre esta prueba y la carcinogenicidad.

## Condiciones generales
1. Células: Pueden utilizarse diversas líneas celulares, cepas o cultivos celulares primarios, incluidas las células humanas (por ejemplo, fibroblastos de hámster chino o linfocitos de sangre periférica humana).
2. Medios y condiciones de cultivo: Deben utilizarse medios de cultivo y condiciones de incubación adecuados (recipientes de cultivo, concentración de CO2, temperatura y humedad). Hay que conocer la duración normal del ciclo celular y las condiciones de cultivo utilizadas.
3. Preparación de los cultivos: 
  - Líneas y cepas celulares establecidas: las células se propagan a partir de cultivos madre, se siembran en un medio de cultivo a una densidad en la que los cultivos no se lleguen a mezclar y se incuban a 37 °C.
  - Linfocitos: la sangre total tratada con un anticoagulante (como heparina) o los linfocitos separados obtenidos de sujetos sanos se añaden a un medio de cultivo que contiene un mitógeno (por ejemplo, fitohemaglutinina) y se incuban a 37 °C.
4. Activación metabólica: Las células deben exponerse al agente mutágeno de ensayo tanto en presencia como en ausencia de un sistema de activación metabólica adecuado. El sistema más utilizado es una fracción postmitocondrial suplementada con cofactores (S9) preparada a partir de hígados de roedores tratados con agentes inductores de enzimas como el Aroclor 1254[3][4] o una combinación de fenobarbitona y ß-naftoflavona.[5] La fracción postmitocondrial suele utilizarse en concentraciones entre el 1 y el 10% v/v en el medio de ensayo final.
5. Sustancia de ensayo/preparación: Las sustancias de ensayo sólidas deben disolverse o suspenderse en disolventes o vehículos adecuados y diluirse, si procede, antes del tratamiento de las células. Las sustancias de ensayo líquidas pueden añadirse directamente a los sistemas de ensayo y/o diluirse antes del tratamiento.
6. Disolvente o vehículo: No debe ser sospechoso de reaccionar químicamente con la compuesto de ensayo y debe ser compatible con la supervivencia de las células y la actividad  S9. Si se utilizan otros disolventes/vehículos que no sean conocidos, su inclusión debe estar respaldada por datos que indiquen su compatibilidad. Se recomienda que, siempre que sea posible, se considere en primer lugar el uso de un disolvente/vehículo acuoso. Cuando se ensayen sustancias inestables en agua, los disolventes orgánicos utilizados deben estar libres de agua, que puede eliminarse añadiendo un tamiz molecular.
7. Controles: Se deben incluir controles tanto positivos como negativos (disolvente o vehículo) con y sin activación metabólica. Cuando se utilice la activación metabólica, el producto químico de control positivo debe ser el que requiere la activación para dar una respuesta mutagénica. Además, los controles positivos deben emplear un clastógeno conocido a niveles de exposición que se espera que den un aumento reproducible y detectable para demostrar la sensibilidad del sistema de prueba.

## Procedimiento
Los cultivos celulares se exponen al agente de ensayo con y sin activación metabólica. A intervalos predeterminados tras la exposición de los cultivos celulares al compuesto de ensayo, se tratan con una sustancia de detención de la metafase (por ejemplo, Colcemid® o colchicina). A continuación, se recogen, se tiñen y se analizan las células en metafase al microscopio para detectar la presencia de aberraciones cromosómicas.

## Resultados
Un resultado positivo está relacionado con:
-Aumento de la concentración o un aumento reproducible del número de células con aberraciones cromosómicas.
-Aumento del número de células poliploides, que puede indicar que la sustancia de ensayo tiene el potencial de inhibir los procesos mitóticos e inducir aberraciones cromosómicas numéricas.
-Aumento del número de células con cromosomas endorreplicados que indicar que la sustancia de ensayo tiene el potencial de inhibir la progresión del ciclo celular.
Una sustancia de ensayo cuyos resultados no cumplan los criterios anteriores se considera no mutagénica en este sistema.
Los resultados positivos del ensayo de aberración cromosómica in vitro indican que la sustancia de ensayo induce aberraciones cromosómicas estructurales en células somáticas de mamífero cultivadas. 
Los resultados negativos indican que, en las condiciones de ensayo, la sustancia
de ensayo no induce aberraciones cromosómicas en células somáticas de mamíferos cultivadas.
Aunque la mayoría de los experimentos darán resultados claramente positivos o negativos, en raras ocasiones el conjunto de datos impedirá emitir un juicio definitivo sobre la actividad de la sustancia de ensayo.
Los resultados equívocos deben aclararse mediante pruebas adicionales, preferiblemente modificando las condiciones experimentales.

## Ventajas
- Permite determinar la capacidad de un nuevo fármaco de producir alteraciones en el proceso de replicación del ADN.
- Este estudio es de gran importancia ya que puede predecir el riesgo de carcinogénesis con un alto grado de predictibilidad. Alrededor del 80% de los productos cancerígenos evaluados en varios estudios, fueron mutagénicos y en torno al 70% de los no cancerígenos fueron no mutagénicos.

## Inconvenientes
- Requiere el uso de una fuente exógena de activación metabólica que no puede imitar totalmente las condiciones metabólicas in vivo de los mamíferos.
- No existe una correlación perfecta entre esta prueba y la carcinogenicidad. Por tanto, la realización de estudios de mutagénesis no exime de hacer estudios de carcinogénesis.
- Los ensayos in vivo tendrán mayor peso aunque no invalidarán los resultados obtenidos en este ensayo. En caso de contradicción, habría que realizar otro estudio de genotoxicidad.[7]